# Московський державний університет тонких хімічних технологій імені М.В. Ломоносова
55°39′43″ пн. ш. 37°28′37″ сх. д. / 55.661944° пн. ш. 37.476944° сх. д.
Московський державний університет тонких хімічних технологій імені М. В. Ломоносова (традиційна абревіатура «МІТХТ») — один із найстаріших університетів країни, який пропонує підготовку за широким спектром спеціальностей у галузі хімічних технологій.
Нині в ньому навчається понад 4,5 тис. студентів за дев'ятьма напрямами бакалаврату, 28 магістратурами та 23 науковими спеціальностями підготовки кандидатів і докторів наук. У МІТХТ працює вісім дисертаційних рад із захисту докторських і кандидатських дисертацій.
Науково-педагогічну діяльність здійснюють понад 400 професорів і 158 науковців, у тому числі понад 120 докторів наук і професорів. Розташована в Москві на проспекті Вернадського, будинок 86 (комплекс новобудов) і Малій Пироговській, будинок 1 (історична забудова).